# Saint-Savin (Vienne)
Pour les articles homonymes, voir Saint-Savin.
Saint-Savin, aussi appelée communément Saint-Savin-sur-Gartempe est une commune du Centre-Ouest de la France, située dans le département de la Vienne, en région Nouvelle-Aquitaine.

## Gentilé
Les habitants de Saint-Savin s'appellent les Saint-Savinois.

## Géographie

### Localisation
Saint-Savin est une commune rurale dans l'est du département de la Vienne (région Nouvelle-Aquitaine), à 6 km à l'ouest du département de l'Indre et à 25 km au sud du département d'Indre-et-Loire (région Centre-Val de Loire),.
Poitiers est à 45 km à l'ouest, Châtellerault à 45 km au nord-ouest, Tours à 120 km au nord, Châteauroux à 75 km au nord-est et Limoges à 100 km au sud.
La commune est à 7 km à l'ouest du parc naturel régional de la Brenne.
Saint-Savin fait partie du pays traditionnel du Chauvinois.

### Communes limitrophes
Au nord se situe la commune de Nalliers et au sud la commune d'Antigny. À l'ouest, on trouve la commune de Paizay-le-Sec (canton de Chauvigny) ; à l'est du bourg de Saint-Savin, de l'autre côté de la Gartempe, se trouve la commune de Saint-Germain.
|               | La Bussière | Nalliers      |
| Paizay-le-Sec | Saint-Savin | Saint-Germain |
|               | Antigny     |               |

### Hydrographie
Le territoire communal est arrosé par la rivière Gartempe, affluent de la Creuse (confluence à La Roche-Posay, donc sous-affluent de la Vienne à Port-de-Piles, puis de la Loire (fleuve) à Candes-Saint-Martin. Un pont du XIIIe siècle permet de franchir la rivière, reliant Saint-Savin à Saint-Germain. Le nouveau pont datant du début du XXe siècle absorbe la majorité du trafic routier par la route nationale N 151.

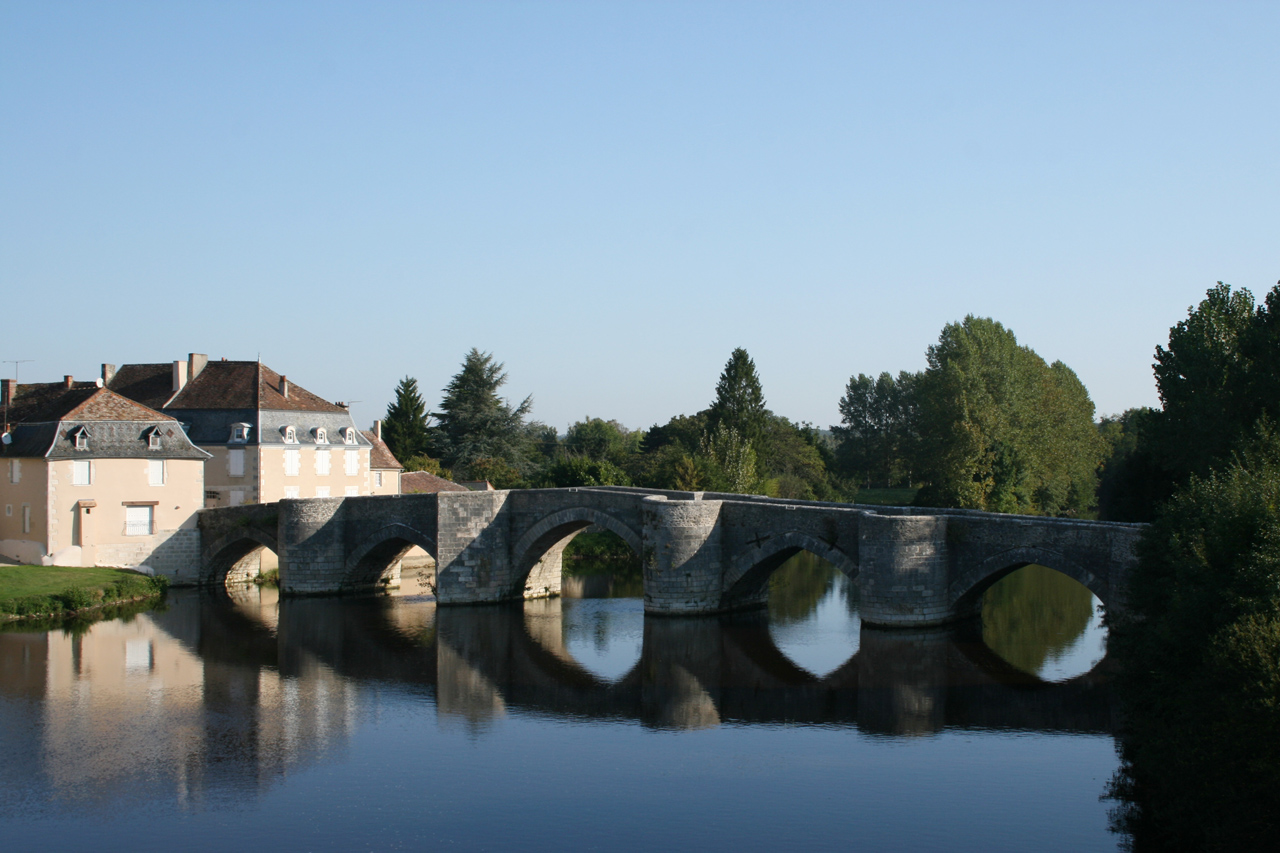
Le pont sur la Gartempe entre Saint-Savin et Saint-Germain.

### Géologie
Voir Mourier  1989, p. 6, 16-17, 28-30, 33-34 et 37.

### Transports et voies de communications

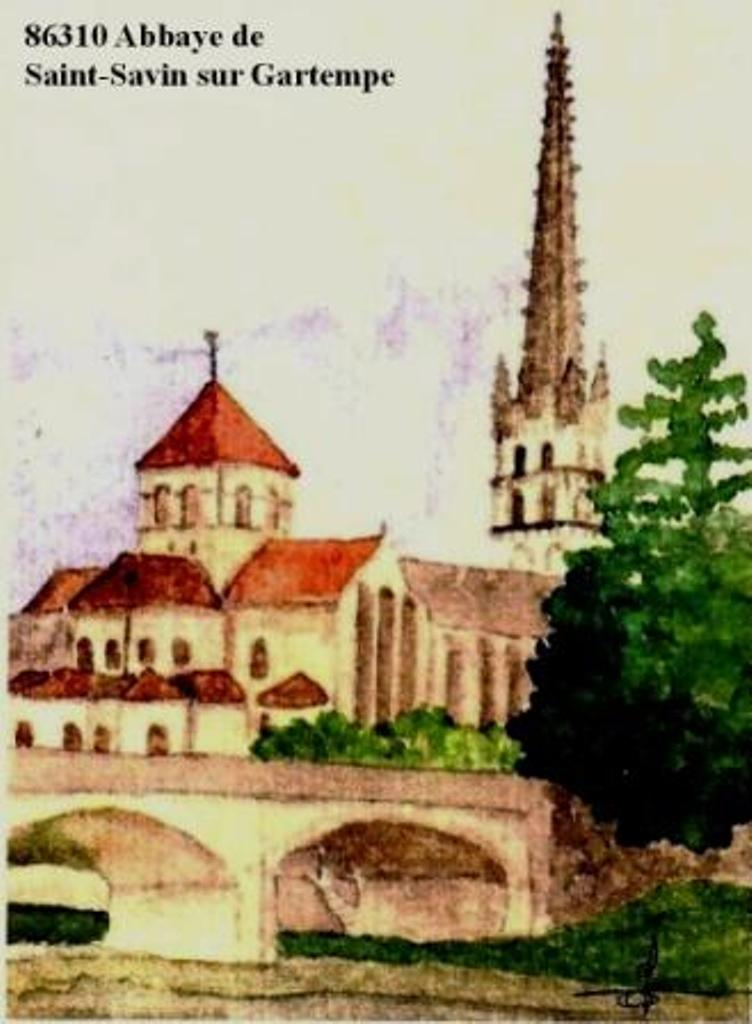
Pont sur la Gartempe et du chevet de l'église abbatiale de Saint-Savin, dessin.

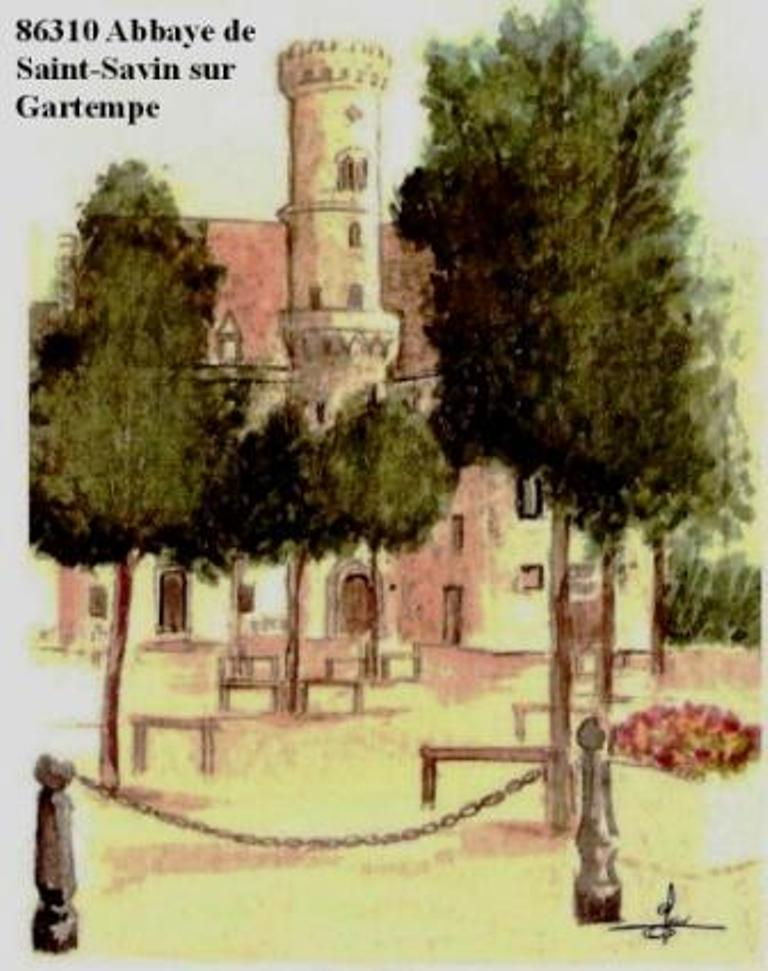
Logis abbatial de Saint-Savin-sur-Gartempe, dessin.

#### Réseau routier
Saint-Savin est située sur l'axe "Suisse Océan", la N 151 (D 951) qui traverse le bourg et la commune voisine et toute proche de Saint-Germain est en effet un élément du réseau routier reliant directement Genève à Bordeaux et La Rochelle.

#### Desserte ferroviaire
La ligne de Poitiers au Blanc passait par le territoire communal, la gare de Saint-Savin desservait la commune. Les gares SNCF les plus proches sont celles de Montmorillon, Châtellerault et Poitiers.

#### Bus
La commune est desservie par la ligne TER Centre-Val de Loire : Châteauroux ←→ Argenton-sur-Creuse ←→ Le Blanc ←→ Saint-Savin  ←→ Chauvigny ←→ Saint-Julien-l'Ars ←→ Poitiers.

#### Aéroport
Les aéroports les plus proches sont ceux de Poitiers (50 km), Limoges et Tours (100 km) qui assurent en particulier de très nombreuses liaisons avec plusieurs villes de Grande-Bretagne

#### Sentier de randonnées
Le principal sentier de randonnées est le GR 48, balisé localement sous l'indicatif de "la Vigne aux Moines". L'ancienne voie de chemin de fer est également transformée en sentier et relie Saint-Savin au Blanc. Voir aussi le vélo-rail de Chauvigny.
Une voie antique passe à 1 km au sud de la commune.

### Climat
Pour des articles plus généraux, voir Climat de la Nouvelle-Aquitaine et Climat de la Vienne.
Historiquement, la commune est exposée à un climat océanique du nord-ouest.
En 2020, Météo-France publie une typologie des climats de la France métropolitaine dans laquelle la commune est exposée à un climat océanique altéré et est dans la région climatique Poitou-Charentes, caractérisée par un bon ensoleillement, particulièrement en été et des vents modérés.
Pour la période 1971-2000, la température annuelle moyenne est de 11,9 °C, avec une amplitude thermique annuelle de 14,8 °C. Le cumul annuel moyen de précipitations est de 742 mm, avec 11,2 jours de précipitations en janvier et 6,7 jours en juillet. Pour la période 1991-2020, la température moyenne annuelle observée sur la station météorologique la plus proche, située sur la commune de Montmorillon à 16 km à vol d'oiseau, est de 12,5 °C et le cumul annuel moyen de précipitations est de 781,8 mm,. Pour l'avenir, les paramètres climatiques de la commune estimés pour 2050 selon différents scénarios d'émission de gaz à effet de serre sont consultables sur un site dédié publié par Météo-France en novembre 2022.

## Urbanisme

### Typologie
Au 1er janvier 2024, Saint-Savin est catégorisée bourg rural, selon la nouvelle grille communale de densité à sept niveaux définie par l'Insee en 2022.
Elle est située hors unité urbaine et hors attraction des villes,.

### Occupation des sols
L'occupation des sols de la commune, telle qu'elle ressort de la base de données européenne d’occupation biophysique des sols Corine Land Cover (CLC), est marquée par l'importance des territoires agricoles (82,3 % en 2018), une proportion sensiblement équivalente à celle de 1990 (83 %). La répartition détaillée en 2018 est la suivante :
terres arables (60,9 %), zones agricoles hétérogènes (18 %), forêts (13,6 %), zones urbanisées (4,1 %), prairies (3,4 %). L'évolution de l’occupation des sols de la commune et de ses infrastructures peut être observée sur les différentes représentations cartographiques du territoire : la carte de Cassini (XVIIIe siècle), la carte d'état-major (1820-1866) et les cartes ou photos aériennes de l'IGN pour la période actuelle (1950 à aujourd'hui).

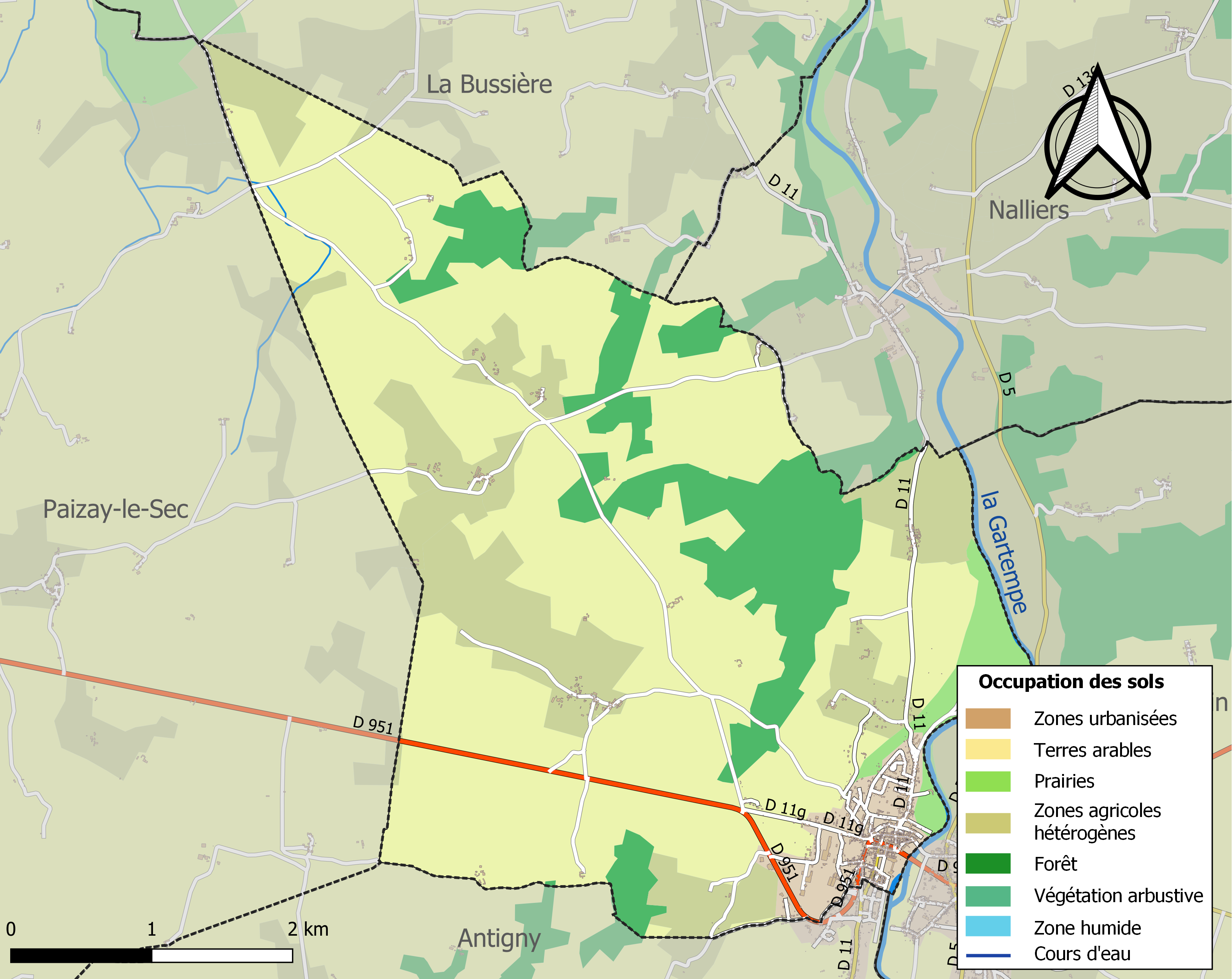
Carte des infrastructures et de l'occupation des sols de la commune en 2018 (CLC).

### Risques majeurs
Le territoire de la commune de Saint-Savin est vulnérable à différents aléas naturels : météorologiques (tempête, orage, neige, grand froid, canicule ou sécheresse), inondations, mouvements de terrains et séisme (sismicité faible). Il est également exposé à un risque technologique, le transport de matières dangereuses. Un site publié par le BRGM permet d'évaluer simplement et rapidement les risques d'un bien localisé soit par son adresse soit par le numéro de sa parcelle.

#### Risques naturels
Certaines parties du territoire communal sont susceptibles d’être affectées par le risque d’inondation par débordement de cours d'eau, notamment la Gartempe. La commune a été reconnue en état de catastrophe naturelle au titre des dommages causés par les inondations et coulées de boue survenues en 1982, 1993, 1995, 1999 et 2010,.

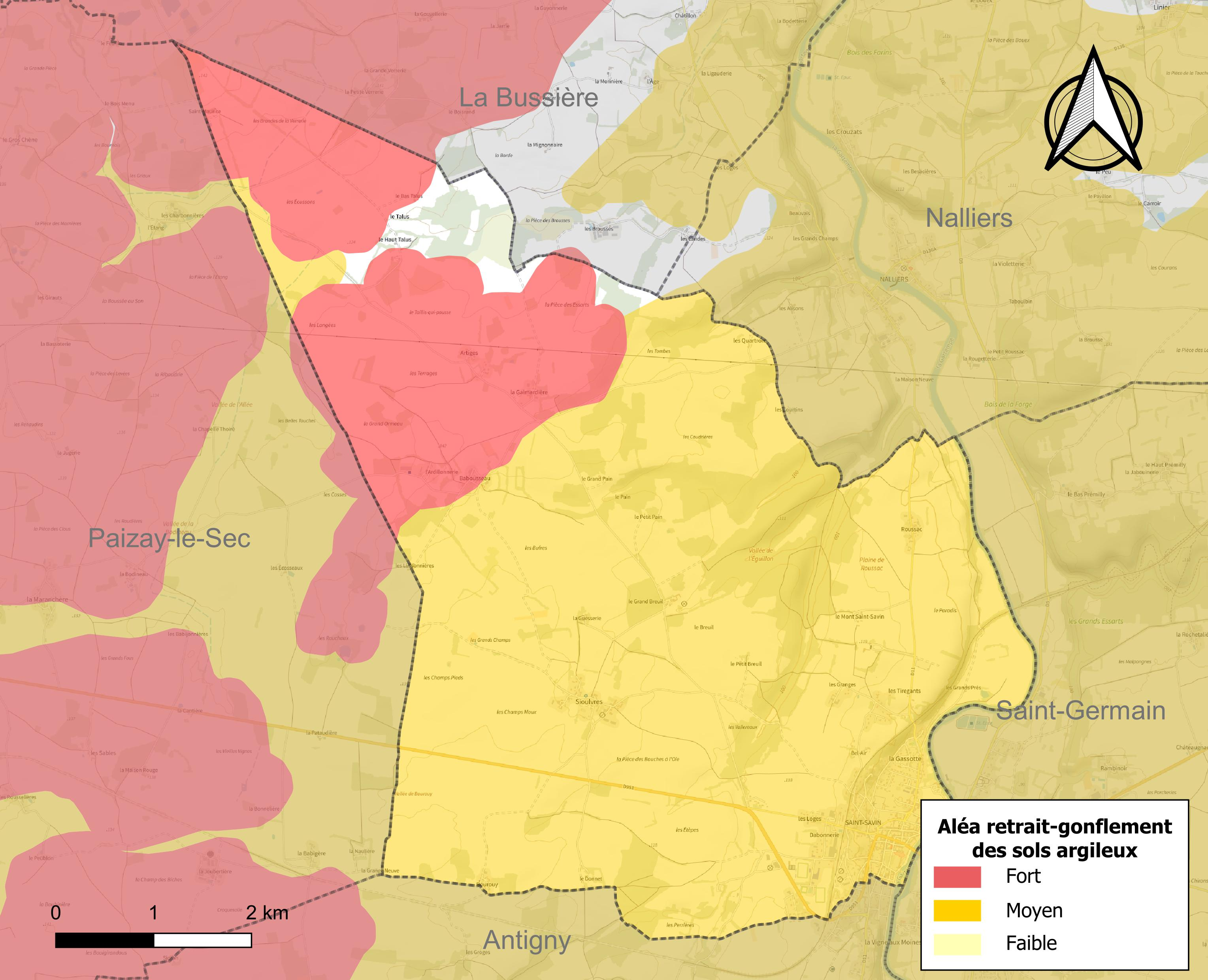
Carte des zones d'aléa retrait-gonflement des sols argileux de Saint-Savin.

Les mouvements de terrains susceptibles de se produire sur la commune sont des tassements différentiels. Le retrait-gonflement des sols argileux est susceptible d'engendrer des dommages importants aux bâtiments en cas d’alternance de périodes de sécheresse et de pluie. 96,7 % de la superficie communale est en aléa moyen ou fort (79,5 % au niveau départemental et 48,5 % au niveau national). Depuis le 1er octobre 2020, en application de la loi ÉLAN, différentes contraintes s'imposent aux vendeurs, maîtres d'ouvrages ou constructeurs de biens situés dans une zone classée en aléa moyen ou fort,.
La commune a été reconnue en état de catastrophe naturelle au titre des dommages causés par la sécheresse en 2017, 2018, 2019 et 2020 et par des mouvements de terrain en 1999 et 2010.

## Toponymie
La commune porte le nom de saint Savin, frère de saint Cyprien, qui, bien que d'origine macédonienne, se serait installé dans le Poitou où il aurait été martyrisé.
Avant la Révolution française, la commune était appelée Saint-Savin-sur-Gartempe. Pendant la Révolution, pour suivre le décret de la Convention du 25 vendémiaire an II invitant les communes ayant des noms pouvant rappeler les souvenirs de la royauté, de la féodalité ou des superstitions, à les remplacer par d'autres dénominations, la commune change de nom pour Pont-sur-Gartempe. Elle prend ensuite le nom de Saint-Savin.

## Histoire

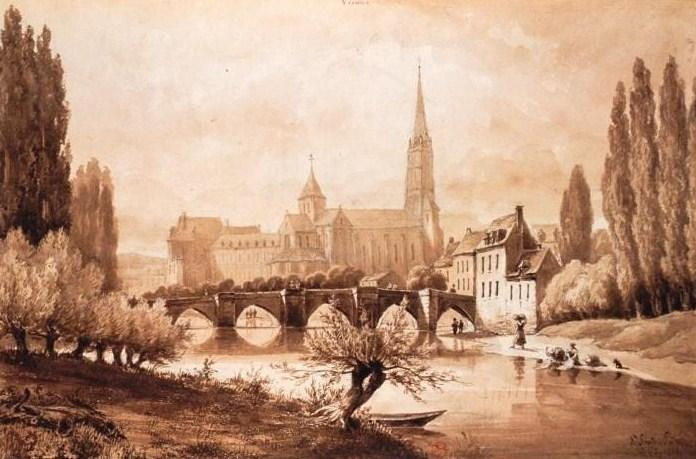
Lavandières et pont de pierre sur la Gartempe à Saint-Savin (Vienne).

Saint-Savin accueille favorablement les avancées de la Révolution française. Elle plante ainsi son arbre de la liberté, symbole de la Révolution. Il devient le lieu de ralliement de toutes les fêtes et des principaux événements révolutionnaires, comme le serment des officiers de la garde nationale, la fête de l'Être suprême ou la célébration de l’anniversaire de l’exécution de Louis XVI. Autre signe de l’opinion favorable à la défense de la Révolution et de ses conquêtes : lors de la levée en masse, pour les quinze hommes que la commune devait fournir, soixante-dix se présentent.
L’arche centrale du pont sur la Gartempe est sabotée par les FFI à l’été 1944.
En 1945, pour fêter la Libération et le retour de la République, un arbre de la liberté est planté : il s’agit d’un tilleul.

## Politique et administration
Saint-Savin dépend de la Sous-Préfecture de la Vienne de Montmorillon.

### Liste des maires
| Période      | Période   | Identité           | Étiquette | Qualité |
| ------------ | --------- | ------------------ | --------- | --- |
| 1944         | 1959      | Victor Montaufier  |           | Marchand de vin |
| 1959         | 1971      | André Métivier     |           | Quincaillier en gros |
| 1971         | 1976      | Jean Borderon      |           | Vétérinaire, décédé lors d'un accident de voiture en 1976, soit un an avant la fin de son mandat 1977, il ne fit que 5 ans de mandat c'est son 1er adjoint qui fut élu maire le docteur Jean-Marie Gabette |
| 1976         | mars 1989 | Jean-Marie Gabette | RPR       | Docteur en médecine générale et conseiller général du canton de Saint-Savin (Vienne) (1982-1988), il fit 13 ans de mandat à la suite du décès accidentel de son prédécesseur Jean Borderon                 |
| mars 1989    | mars 2008 | Michel Brouard     | PCF       | Professeur de mathématiques, conseiller général du canton de Saint-Savin (Vienne) (1988-2015) |
| mars 2008    | 2020      | Jean-Marie Rousse  | PS        | Entrepreneur de travaux en bâtiments. Décédé en cours de mandat en 2020 |
| octobre 2020 | En cours  | Hugues Maillet     |           | Retraité France Telecom/Orange |

### Instances judiciaires et administratives
La commune relève du tribunal judiciaire de Poitiers, de la cour d'appel de Poitiers, du tribunal pour enfants de Poitiers, du conseil de prud'hommes de Poitiers, du tribunal de commerce de Poitiers, du tribunal administratif de Poitiers et de la cour administrative d'appel de Bordeaux, du tribunal des pensions de Poitiers, du tribunal des affaires de la Sécurité sociale de la Vienne, de la cour d’assises de la Vienne.

### Services publics
Les réformes successives de La Poste ont conduit à la fermeture de nombreux bureaux de poste ou à leur transformation en simple relais. Toutefois, la commune a pu maintenir le sien.

### Jumelage
Saint-Savin est jumelé ou associé avec :
- Hartley Wintney (Angleterre), jumelée.
- Heusenstamm (Allemagne), jumelée.
- Malle (Belgique), jumelée.
- Ladispoli (Italie), associée.

## Population et société

### Démographie
L'évolution du nombre d'habitants est connue à travers les recensements de la population effectués dans la commune depuis 1793. Pour les communes de moins de 10 000 habitants, une enquête de recensement portant sur toute la population est réalisée tous les cinq ans, les populations de référence des années intermédiaires étant quant à elles estimées par interpolation ou extrapolation. Pour la commune, le premier recensement exhaustif entrant dans le cadre du nouveau dispositif a été réalisé en 2007.

En 2022, la commune comptait 816 habitants, en évolution de −5,12 % par rapport à 2016 (Vienne : +0,6 %, France hors Mayotte : +2,11 %).
| 1793  | 1800 | 1806 | 1821  | 1831  | 1836  | 1841  | 1846  | 1851  |
| ----- | ---- | ---- | ----- | ----- | ----- | ----- | ----- | ----- |
| 1 018 | 848  | 896  | 1 280 | 1 403 | 1 442 | 1 447 | 1 587 | 1 617 |

| 1856  | 1861  | 1866  | 1872  | 1876  | 1881  | 1886  | 1891  | 1896  |
| ----- | ----- | ----- | ----- | ----- | ----- | ----- | ----- | ----- |
| 1 566 | 1 495 | 1 513 | 1 531 | 1 432 | 1 640 | 1 735 | 1 605 | 1 623 |

| 1901  | 1906  | 1911  | 1921  | 1926  | 1931  | 1936  | 1946  | 1954  |
| ----- | ----- | ----- | ----- | ----- | ----- | ----- | ----- | ----- |
| 1 605 | 1 610 | 1 606 | 1 430 | 1 426 | 1 425 | 1 443 | 1 409 | 1 260 |

| 1962  | 1968  | 1975  | 1982  | 1990  | 1999  | 2006 | 2007 | 2012 |
| ----- | ----- | ----- | ----- | ----- | ----- | ---- | ---- | ---- |
| 1 283 | 1 349 | 1 323 | 1 058 | 1 089 | 1 009 | 925  | 913  | 873  |

| 2017 | 2022 | - | - | - | - | - | - | - |
| ---- | ---- | - | - | - | - | - | - | - |
| 846  | 816  | - | - | - | - | - | - | - |

En 2008, selon l’Insee, la densité de population de la commune était de 48 hab./km2 contre 61 hab./km2 pour le département, 68 hab./km2 pour la région Poitou-Charentes et 115 hab./km2 pour la France.
La diminution de 9 % de la population de la commune de 1999 à 2006 s’intègre dans une évolution générale à l’ensemble des communes rurales du département de la Vienne. Les zones rurales perdent de leurs habitants au profit d’une vaste région circonscrite autour des deux grandes métropoles du département : Poitiers et Châtellerault, et plus particulièrement au profit des cantons limitrophes de la préfecture.
En outre, parmi les 8 pays et les deux agglomérations structurant le département de la Vienne, sur la période 1999-2006, le pays montmorillonnais est le seul à avoir une moyenne négative de l’évolution de sa population : - 0,23 % par an. De plus, contrairement à d’autres villes moyennes comme Loudun, Montmorillon, au sein de cette zone n’exerce aucune attractivité puisque sa propre population a diminué en moyenne sur cette période de 0,66 % par an, alors que dans le même temps, le département a gagné 8 000 habitants.
Cette chute démographique s’inscrit dans un vieillissement des populations du sud-est du département. C’est aussi une problématique qui s’inscrit dans une région plus vaste qui affecte les départements voisins : ainsi, si la part des + 60 ans dans le département de la Vienne atteint 23,2 %, il est de 32,7 % dans le département de la Creuse, 29 % dans le département de l'Indre et 26,3 % pour le département de la Charente.

### Enseignement
La commune de Saint-Savin dépend de l'académie de Poitiers et les écoles primaires de la commune dépendent de l'Inspection académique de la Vienne. Le bourg possède une école maternelle et primaire publique : Félix Léon-Edoux ; et le collège Prosper-Mérimée.

## Économie

### Agriculture
Selon la direction régionale de l'Alimentation, de l'Agriculture et de la Forêt de Poitou-Charentes, le nombre d'exploitations agricoles n'a pas évolué au cours de la décennie 2000-2010. Il est de quinze fermes.
Les surfaces agricoles utilisées ont augmenté de 61 % et sont passées de 1 294 hectares en 2000 à 2 086 hectares en 2010 dont 261 sont irrigables. Ces chiffres indiquent une concentration des terres sur un nombre plus faible d’exploitations. Cette tendance est conforme à l’évolution constatée sur tout le département de la Vienne puisque de 2000 à 2007, chaque exploitation a gagné en moyenne 20 hectares.
48 % des surfaces agricoles sont destinées à la culture des céréales (blé tendre essentiellement et orge), 38 % pour les oléagineux (colza et tournesol), 1 % pour le fourrage et 3 % restent en herbe. En 2000, un hectare (zéro en 2010) était consacré à la vigne.
Les élevages de bovins, d'ovins et de volailles ont disparu au cours de cette décennie. La disparition des élevages de moutons est conforme à la tendance globale du département de la Vienne. En effet, le troupeau d’ovins, exclusivement destiné à la production de viande, a diminué de 43,7 % de 1990 à 2007.

### Industrie
La principale entreprise de la ville est l'usine Aubade, qui employait 132 personnes en 2008, après une première vague de 140 licenciements en 2007, à la suite de la délocalisation d'une partie de la production en Tunisie. Une seconde série de licenciements, concernant 104 employées, a été annoncée en juin 2009, mais suspendue fin juillet par le tribunal de grande instance de Poitiers. En 2011 il ne reste plus que 28 employés, essentiellement chargés de logistique.

### Commerce
- un supermarché.
- une supérette.
- deux boulangeries.
- une librairie tabac
- un magasin d'équipements du foyer.
- un fleuriste fruits et légumes
- un coiffeur. Feeling Coiffure "Cédric"
- deux coiffeuses Chantal et coiftiff
- Un camping "le moulin de la Gassotte"
- une boucherie charcuterie

## Culture locale et patrimoine

### Lieux et monuments

#### Abbaye de Saint-Savin-sur-Gartempe
L'église a été classée au titre des monuments historiques en 1840.

L'église abbatiale de Saint-Savin-sur-Gartempe
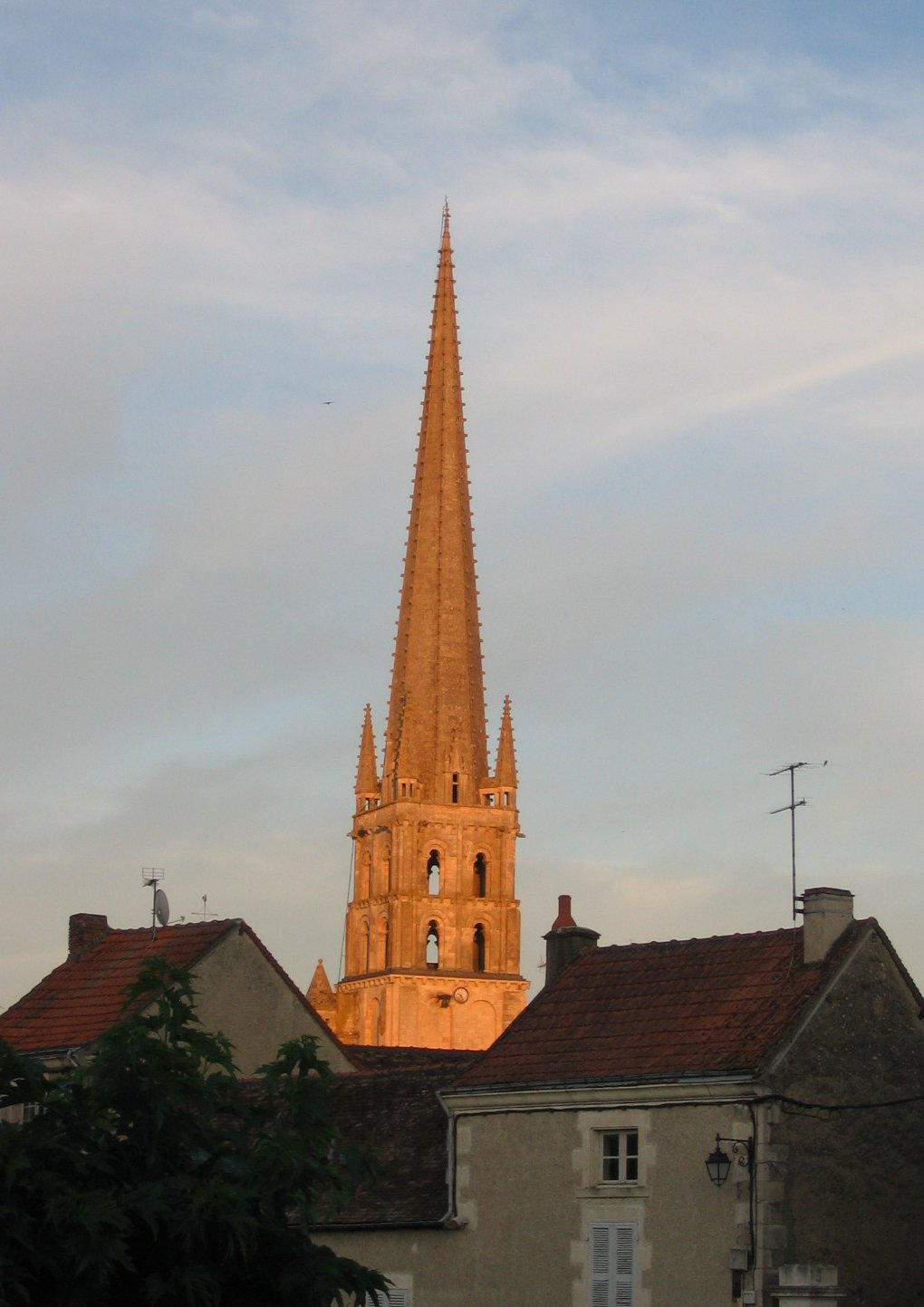
Le clocher vu depuis la place de la République.
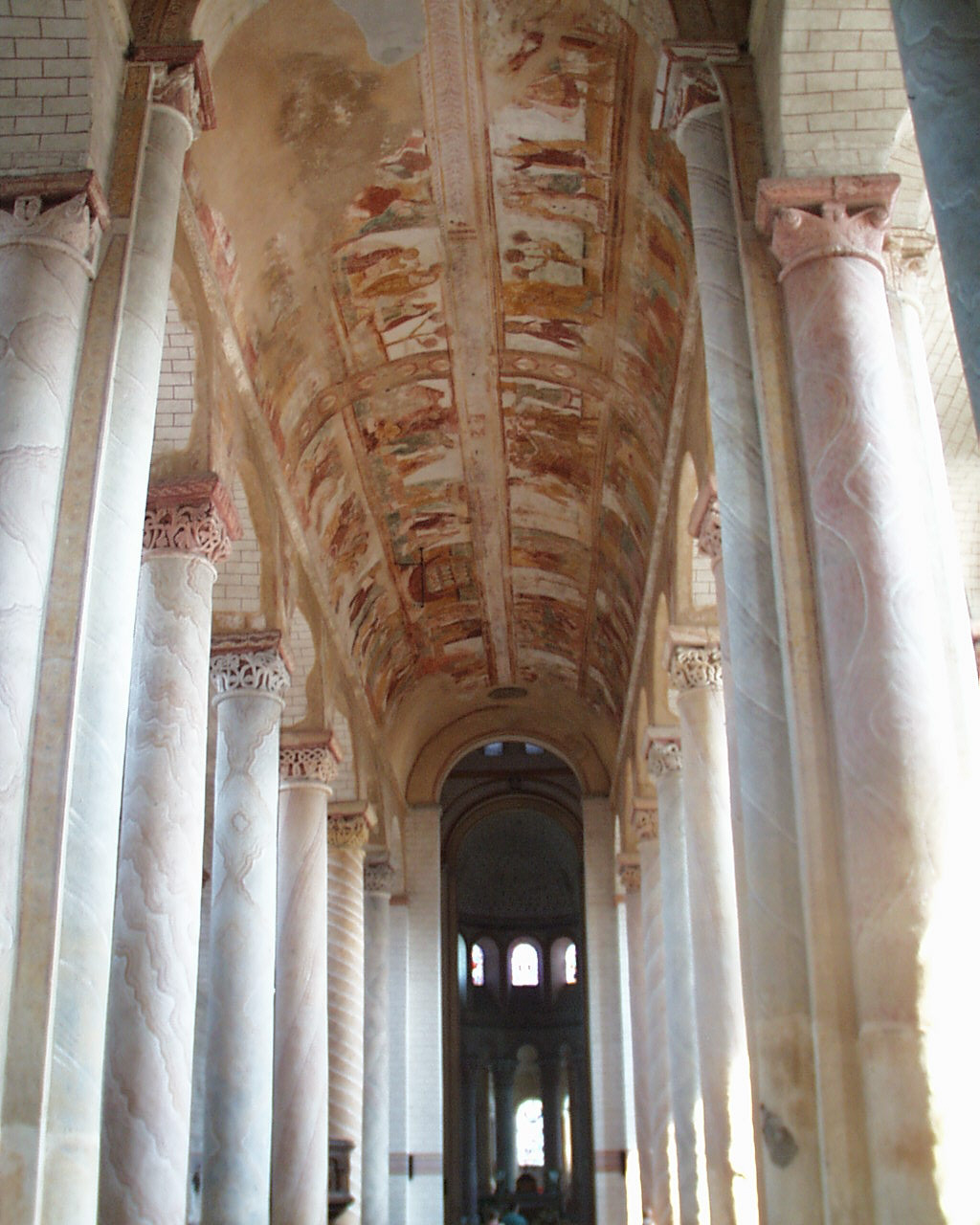
Les fresques de la nef.
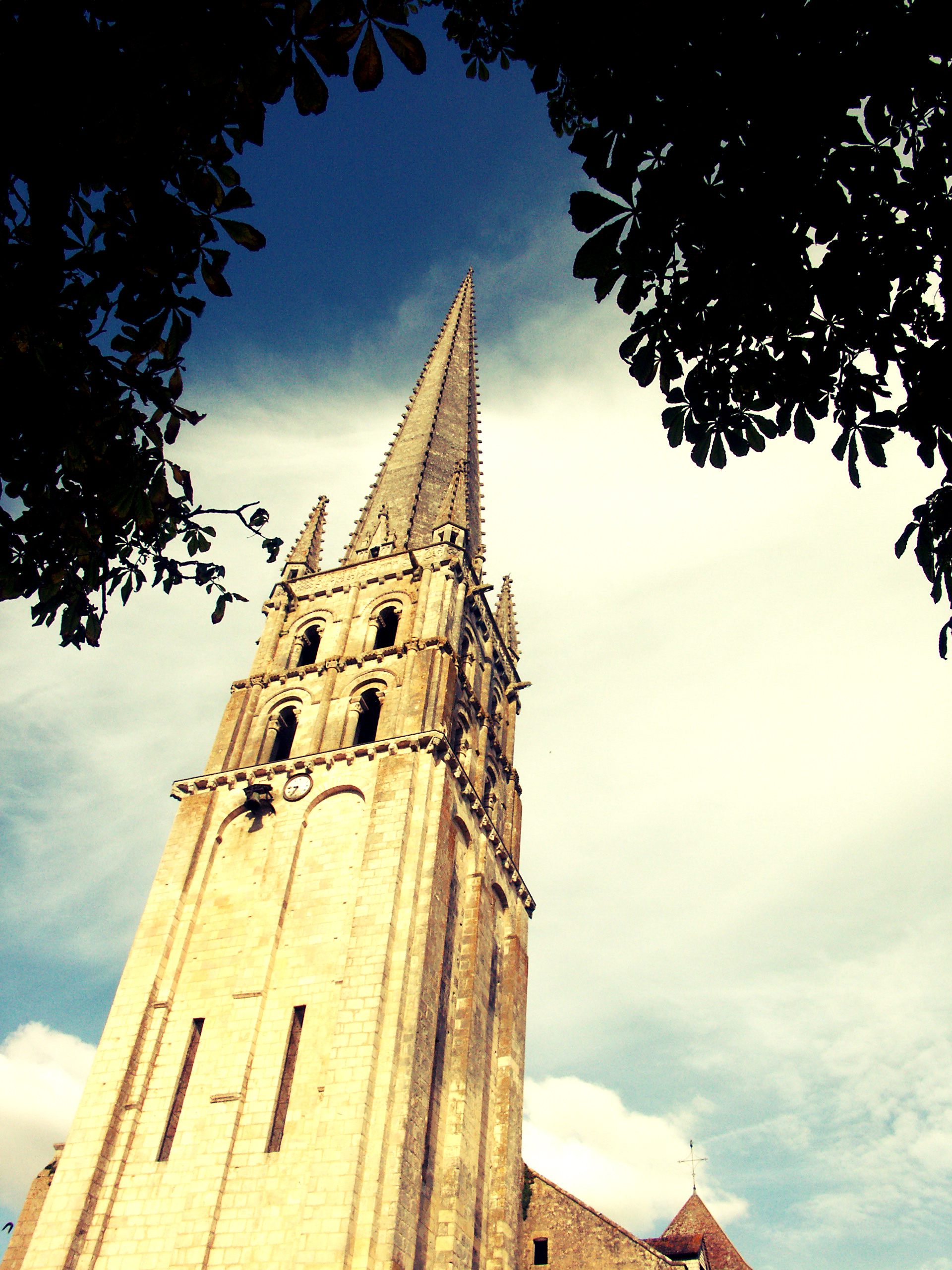
Le clocher.
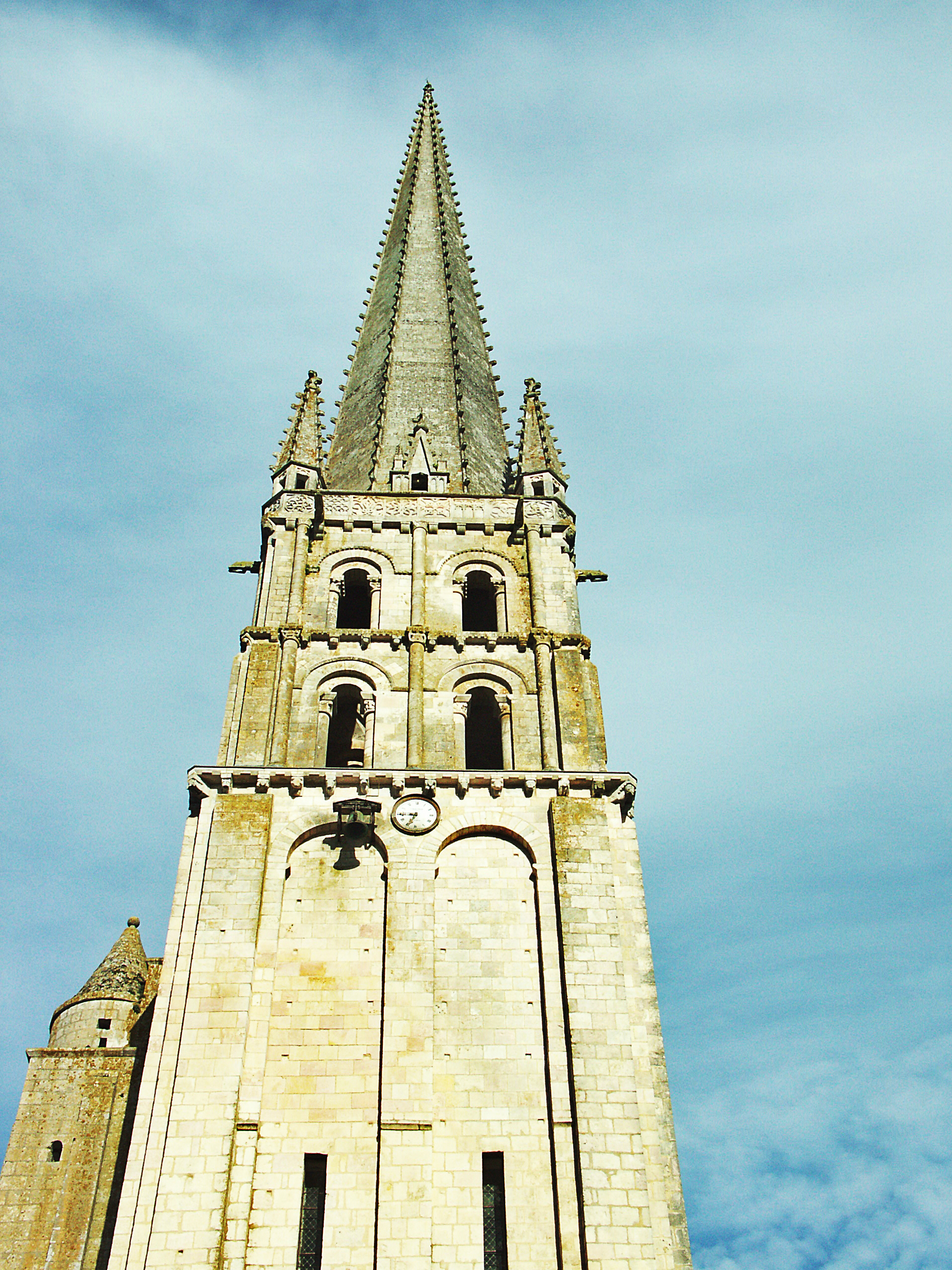
Le clocher.
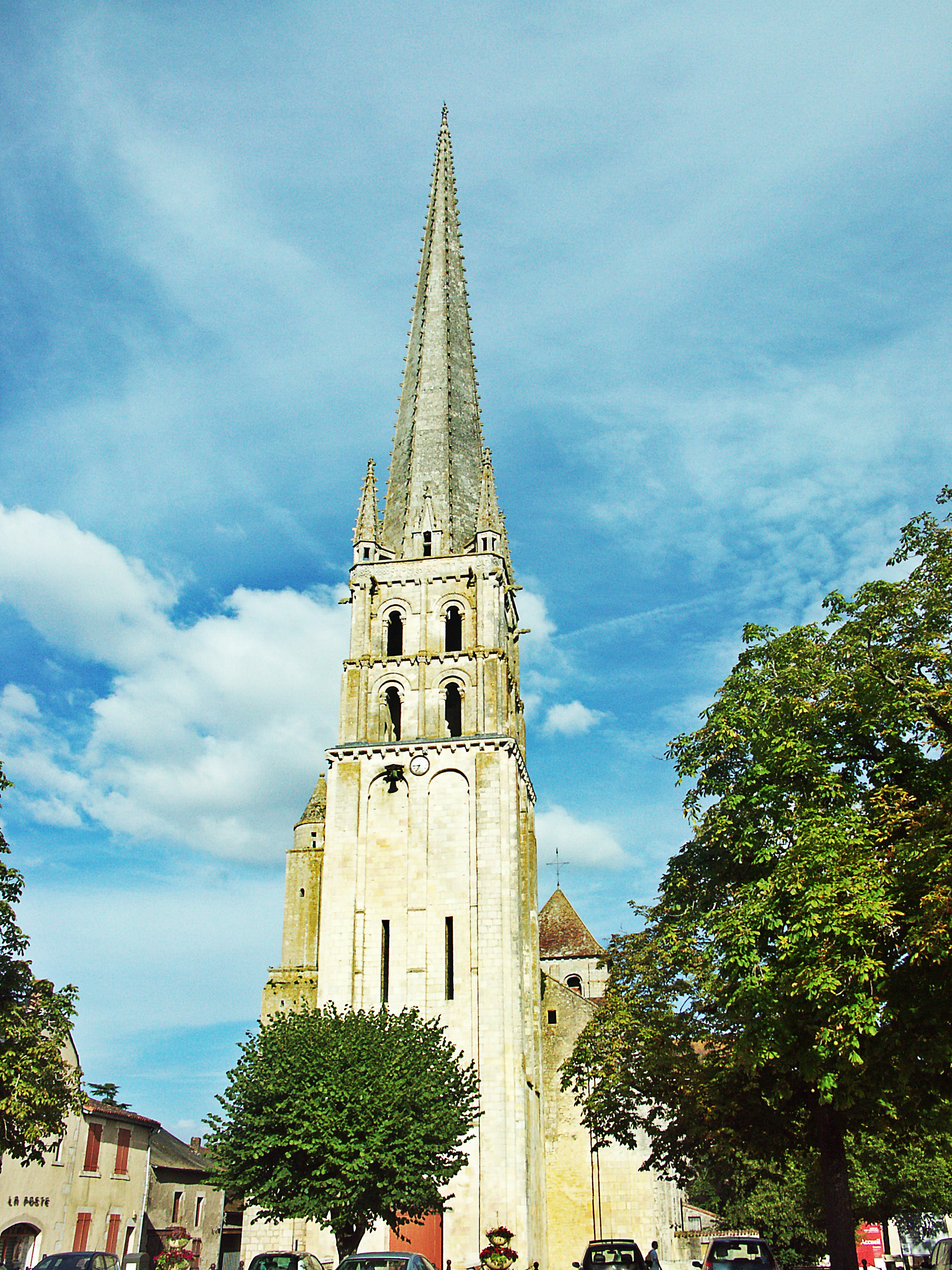
Le clocher.
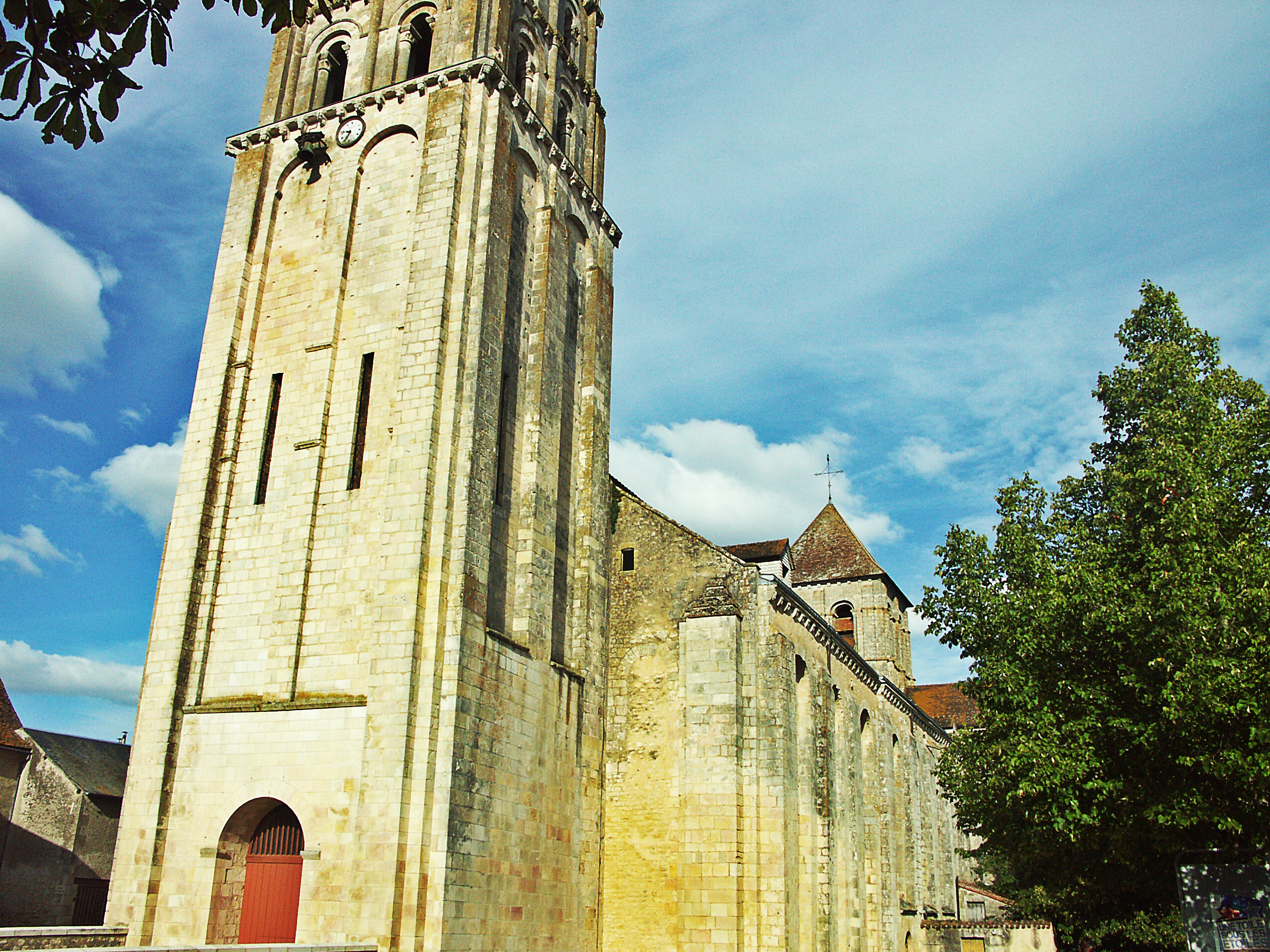
L'église.

- Un pont du XIIIe siècle franchit la Gartempe presque en face de l'abbaye. Il est classé comme Monument Historique depuis 1896. Il est prolongé par la Grand Rue traversant la partie la plus ancienne du Bourg. Plus loin, cette rue croise la rue des Bans bordée par un relais de poste du XVIIe siècle. La vieille cité était entourée de remparts dont quelques tours subsistent rue des Murailles et rue des Tanneries.

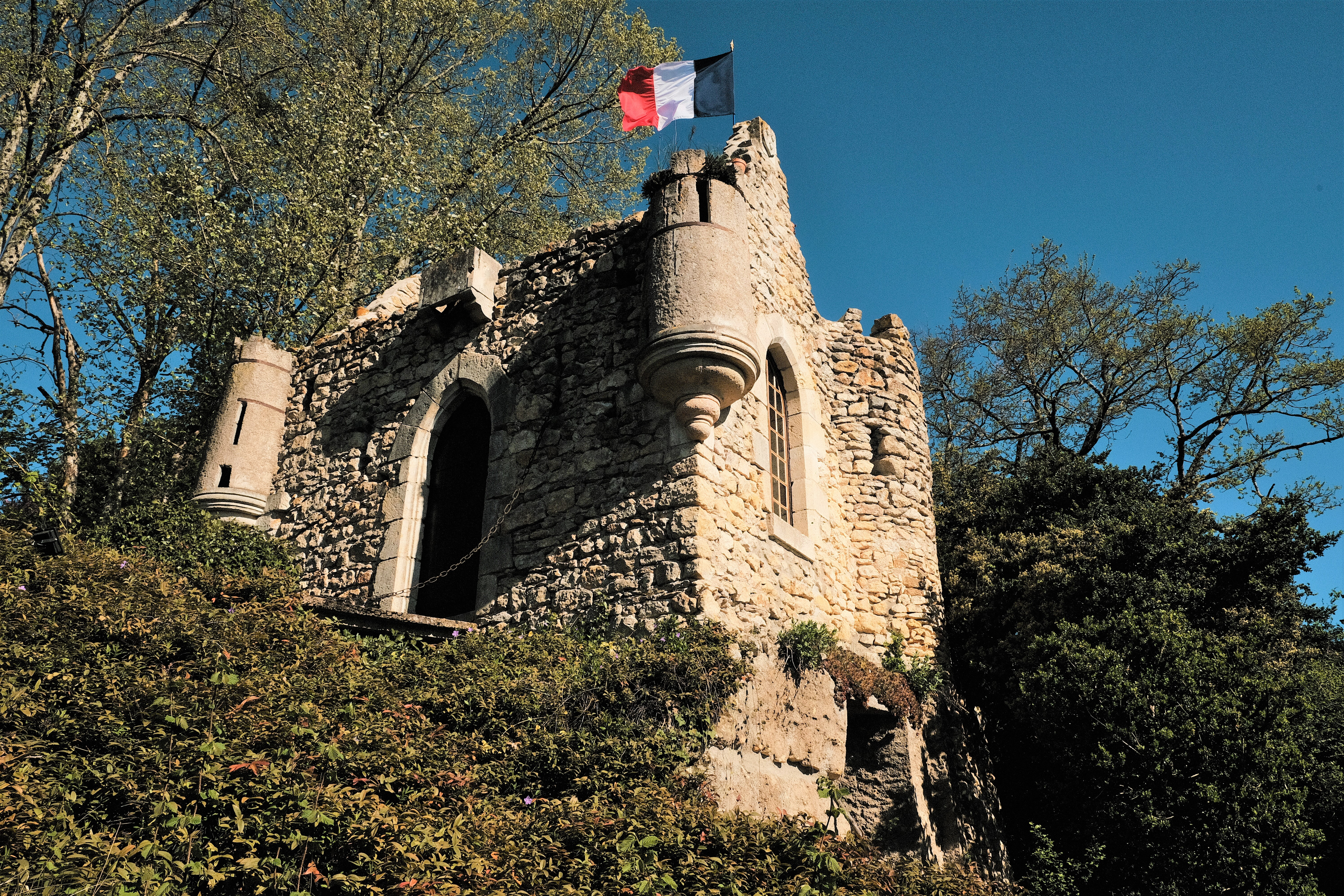
La Fabrique du POINT DU JOUR

- La Fabrique du POINT DU JOURUne fabrique de jardin, la Fabrique du POINT DU JOUR est un élément d'architecture rare et atypique. Construite en 1910 par André DUSCHESNE, agent-voyer à Saint-Savin et épris de romantisme, elle représente un château médiéval ruiné.

### Personnalités liées à la commune
- Amable Henri Delaage (1745 - décédé en 1797 à Oost-Cappel), général des armées de la République (nom gravé sous l'Arc de Triomphe).
- Félix Léon Edoux, ingénieur français, qui inventa l'ascenseur hydraulique[47].
- Henri Guillemin de Monplanet (1875-1962), homme politique.
- Gaston Plaud, directeur sportif d'équipes cyclistes, est né dans la commune en 1920.
- François Favreau, évêque de 1973 à 2002, à Nanterre en dernier lieu, est né à Saint-Savin le 15 novembre 1929.

### Associations sportives
- Le Cercle Athlétique (CASSSG), club de football de Saint-Savin en entente avec Saint-Germain (Vienne) évoluant au niveau régional.
- Le tennis club Saint-Savinois.
- Le club de tennis de table.

### Héraldique
| Blason | Blasonnement : D'azur, à une palme d'or et un coutelas d'argent emmanché d'or passé en sautoir, accompagné en chef d'un "E" couronné d'or et de trois fleurs de lis du même aux autres cantons. Commentaires : La ville ne semble pas avoir possédé d'armes en propre, mais on rapporte les armes de l'ancienne abbaye : De France, à une palme d'or et un coutelas d'argent, la poignée d'or posée en sautoir, cantonnée de trois fleurs de lis d'or, avec un E couronné d'or en chef, le tout timbré d'une crosse et d'une mitre et entouré de deux palmes de sinople. Orn.ext. (non représentés) : l'écu surmonté d'une crosse et d'une mitre, et entouré de deux palmes de sinople. |